# Tour Tourisme TV
La tour Tourisme TV, couramment nommée tour Polak par la presse, demeure un ancien projet de tour de tourisme et de radiodiffusion conçu par les architectes André et Jean Polak.

## Historique
Ce projet de tour géante datant de 1962 devait voir sa réalisation débuter en 1964, pour une livraison aux alentours de 1969.
Cette structure gigantesque haute de 750 m devait être construite à l'endroit même où se trouve l'Arche de la Défense à La Défense (bien avant le projet de construction de celui-ci, et cela dans une tout autre optique d'aménagement du quartier de La Défense).
75 millions de téléspectateurs devaient bénéficier de la couverture de cette tour et cela dans un rayon de 250 km. De plus, la tour Tourisme TV devait bénéficier d'un restaurant à 600 m de hauteur, à l'instar de la tour Eiffel, qui possède également un restaurant mais à 116 m.
La structure de la tour devait être un fuseau en tôle d'acier pleine et reposant sur trois pieds haubanés obliques.
Finalement le projet de cette tour fut abandonné pour des causes financières, sitologiques, et à cause de l'arrivée des satellites de communication utilisés plus tard pour remplacer les tours de radiodiffusion,,.